# Ростерн
Ро́стерн (англ. Rosthern) —  містечко на перехресті саскачеванських шосе №11 і №312 у центральній частині провінції Саскачевану та приблизно на півдорозі між містами Принс-Альберт  і Саскатун.

## Галерея

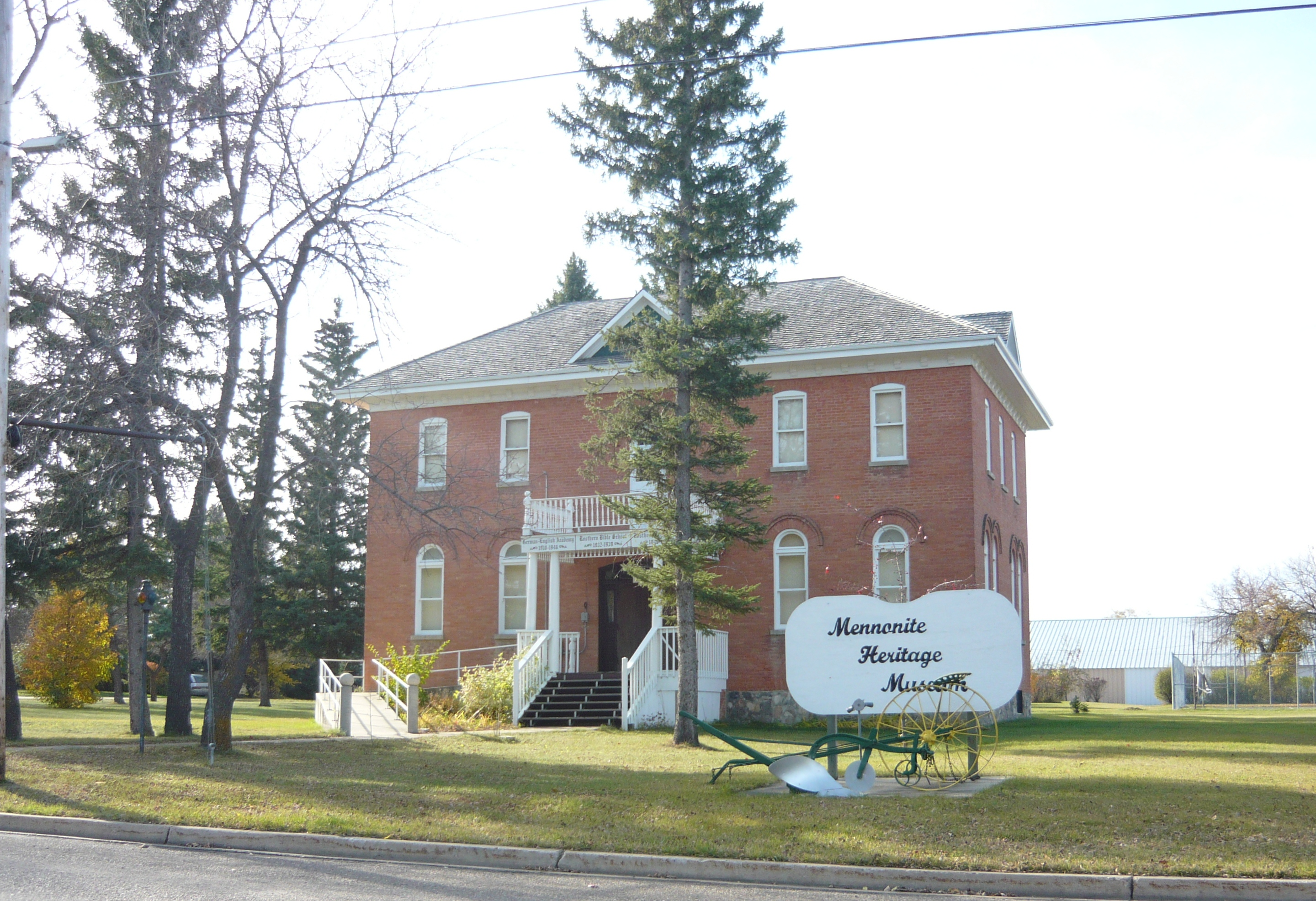
Музей спадщини меннонітів
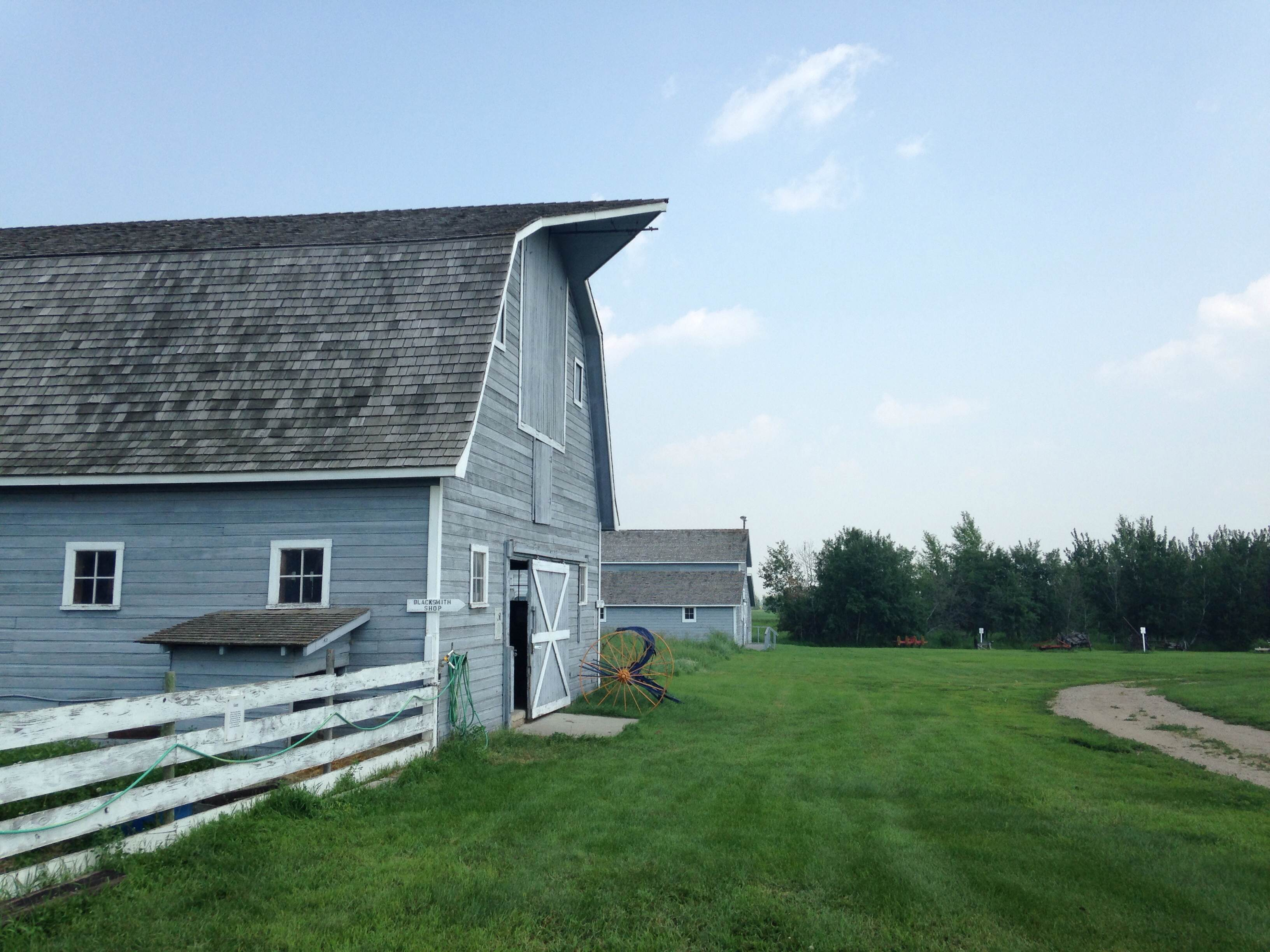
Ферма «Кленовий гай» Сігера Вілера (пам’ятка історії)
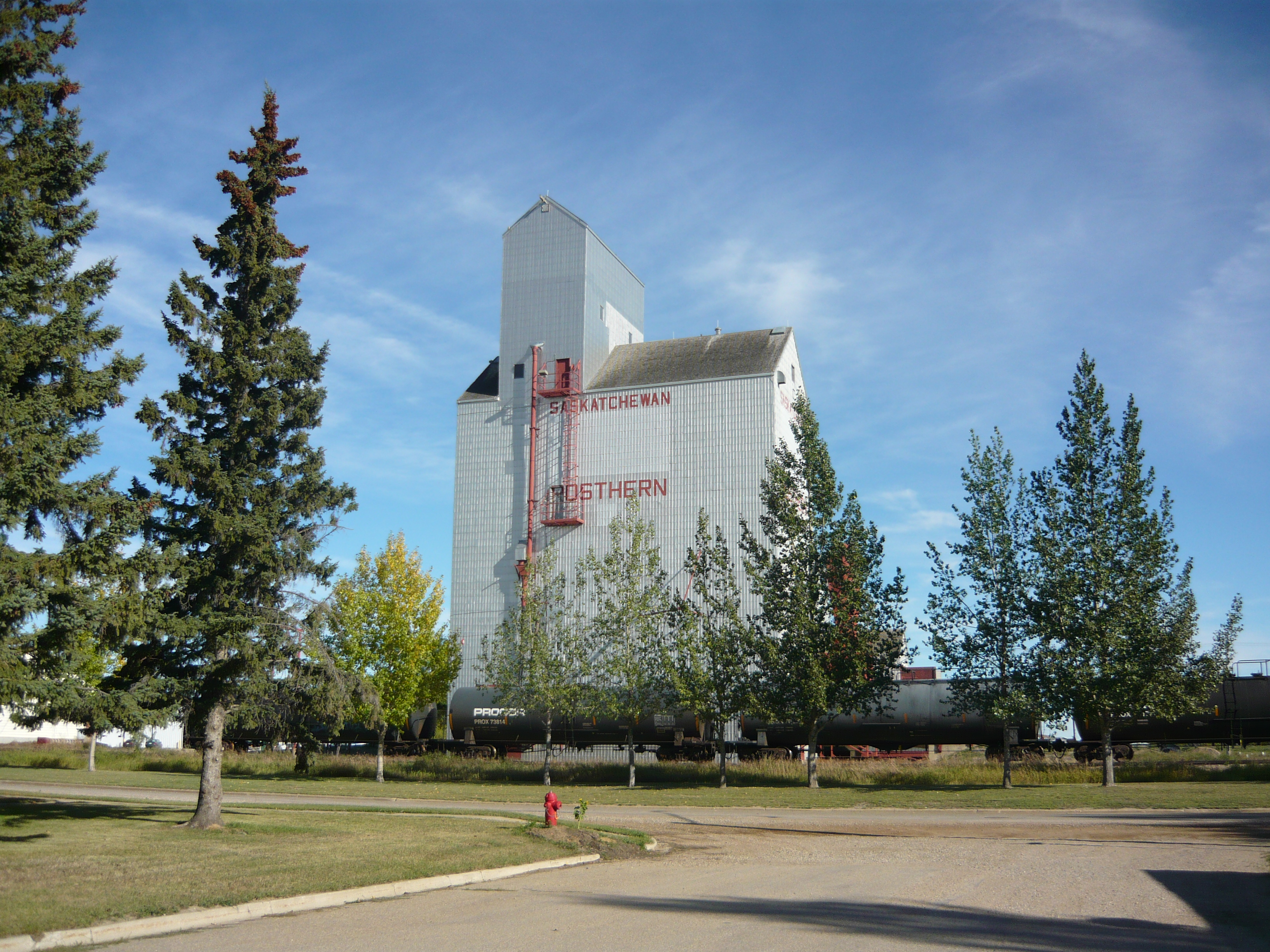
Зерновий елеватор